# Rata de canyar de Swinder
La rata de canyar de Swinder (Thryonomys swinderianus) és una espècie de rosegador de la família dels trionòmids. Viu a Benín, Botswana, Burundi, el Camerun, el Congo, la República Democràtica del Congo, Costa d'Ivori, Guinea Equatorial, el Gabon, Gàmbia, Ghana, Guinea, Kenya, Libèria, Malawi, Moçambic, Namíbia, Nigèria, Ruanda, el Senegal, Sud-àfrica, el Sudan del Sud, Eswatini, Tanzània, Uganda, Zàmbia i Zimbàbue. Es tracta d'un animal majoritàriament nocturn. Els seus hàbitats naturals són les jonqueres i les zones amb herba alta i espessa amb canyes. Es creu que no hi ha cap amenaça significativa per a la supervivència d'aquesta espècie, encara que sovint se la caça com a aliment.